# Surakarta
Surakarta, spesso chiamata Solo o Sala, è una città (kota) dell'Indonesia, nella provincia di Giava Centrale.